# انسحاب الولايات المتحدة من الاتفاق النووي مع إيران

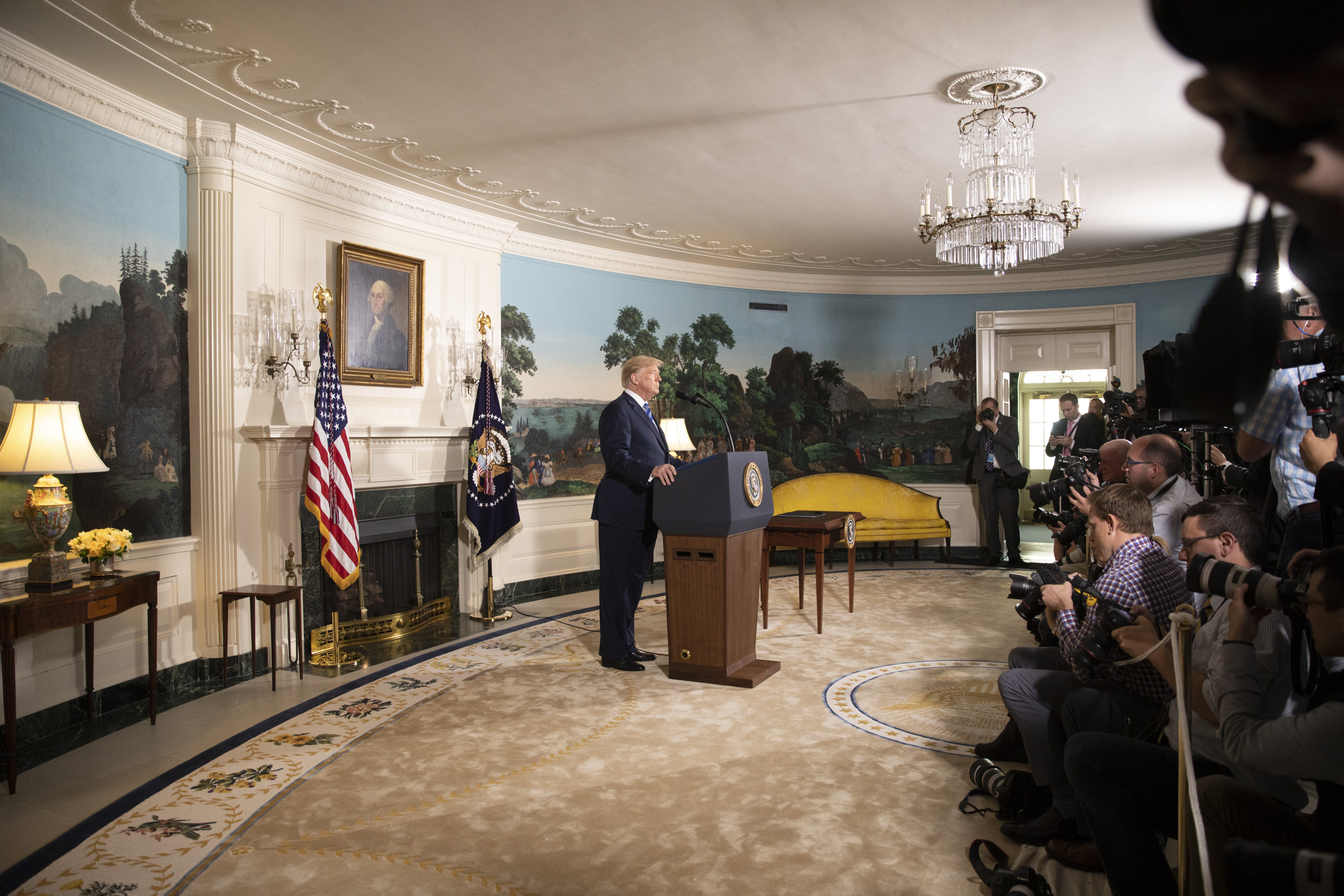
جانب من خطاب ترامب بالبيت الأبيض الذي أعلن فيه عن انسحاب الولايات المتحدة من الاتفاق النووي الإيراني يوم الثامن من مايو عام 2018.

في 8 مايو 2018، انسحبت الولايات المتحدة من خطة العمل الشاملة المشتركة.
إن خطة العمل الشاملة المشتركة، المعروفة بشكل غير رسمي باسم «صفقة إيران» أو «الاتفاق النووي الإيراني»، هي اتفاقية دولية حول البرنامج النووي الإيراني، تم التوصل إليها في يوليو 2015 بين إيران ومجموعة 5+1 (الأعضاء الخمسة الدائمون في مجلس الأمن التابع للأمم المتحدة - الصين وفرنسا وروسيا والمملكة المتحدة والولايات المتحدة - بالإضافة إلى ألمانيا) والاتحاد الأوروبي. وفي بيان مشترك ردًا على الانسحاب الأمريكي، أبرز قادة فرنسا وألمانيا وبريطانيا أن قرار مجلس الأمن التابع للأمم المتحدة الذي يؤيد الاتفاق النووي ما زال «إطارًا قانونيًا دوليًا ملزمًا لحل النزاع"، مما يزيد احتمال قيام الولايات المتحدة سيتم العثور عليه في انتهاك لاتفاق مجلس الأمن.
كانت ردود الفعل على هذا الإجراء مختلفة في إيران. فالبعض أعبروا عن الاشمئزاز من ترامب وحكومة الولايات المتحدة، وآخرون وصفوا القرار تافهًا وغير فعال تمامًا. كما أشاد المحافظون الأمريكيون بالانسحاب، حيث رأوا أن الصفقة ضعيفة. انتقدت شخصيات أخرى في الولايات المتحدة بما في ذلك الرئيس السابق باراك أوباما ونائبه جو بايدن القرار الذي اتخذته إدارة ترامب، في حين أعربت البلدان الأوروبية المختلفة التي كانت موقعة بما في ذلك المملكة المتحدة وفرنسا وألمانيا عن أسفه لهذا القرار.

## إعلان
أعلن رئيس الولايات المتحدة دونالد ترامب في يوم 8 مايو عام 2018 رسمياً خروج بلاده من الاتفاق النووي مع إيران. في تمام الساعة 2:00 ظهرًا بتوقيت شرق الولايات المتحدة، أعلن الرئيس دونالد ترامب أن الولايات المتحدة سوف تنسحب من خطة العمل الشاملة المشتركة. ووصف هذه الحركة «الانسحاب»، وأضاف قائلا أن هذا ليس اتفاقاً، وأمريكا لا تستطيع تنفيذه أو العمل به.
ووصف هذا الاتفاق أنه من جانب واحد وخطير وكان يجب أن لا يحدث. وأن هذا الاتفاق لم يجلب السلام والهدوء ولن يجلب السلام والهدوء.
قال ترامب: «اليوم أعلن أن الولايات المتحدة قد خرجت من الاتفاق النووي مع إيران» وأضاف «سنفرض أعلى مستوىً من العقوبات الاقتصادية على إيران».
قالت فرنسا وألمانيا والمملكة المتحدة إنها «تأسف» لقرار ترامب بالانسحاب من الاتفاقية وحاولت إقناع الرئيس بالبقاء. من بين الدول الثماني الموقعة على خطة العمل الشاملة المشتركة (الصين وفرنسا وألمانيا والاتحاد الأوروبي وإيران وروسيا والمملكة المتحدة والولايات المتحدة) لم يعرب أي منهم عن تأييده لقرار ترامب بالانسحاب. إلا أن رئيس الوزراء الإسرائيلي بنيامين نتنياهو يقول إنه «يؤيد بشكل كامل» انسحاب ترامب «الجريء» من صفقة «كارثية». إضافة إلى ذلك، تقول السعودية، المنافس الإقليمي لإيران، إنها «تدعم وترحب» بخطوات ترامب نحو الخروج من الصفقة.

## شكوى إيران ضد الولايات المتحدة
قدمت إيران في 16 يوليو 2018 شكوى أمام محكمة العدل الدولية ضدّ الولايات المتحدة احتجاجا على إعادة فرض عقوبات أميركية عليها بعد خروج الولايات المتحدة من الاتفاق النووي. واتهمت إيران خلال الشكوى الولايات المتحدة بأنها تفرض «حصارا اقتصاديا» بموجب إعادة العقوبات الاقتصادية عليها. نظرت محكمة العدل الدولية في 27 أغسطس 2018 الدعوى واستمرت الجلسات الشفهية، التي طلبتها إيران بشكل أساسي من أجل إصدار حكم مؤقت، أربعة أيام. وفي 3 أكتوبر 2018 أصدرت محكمة العدل الدولية قرارها في الشكوى وأمرت الولايات المتحدة برفع العقوبات التي تستهدف السلع «ذات الغايات الإنسانية» المفروضة على إيران، كما أمرت ألا تؤثر العقوبات على المساعدات الإنسانية أو سلامة الطيران المدني.

## شروط علي خامنئي لأوروبا للحفاظ على JCPOA
بعد الانسحاب الأمريكي من خطة العمل الشاملة المشتركة، قدم قائد الثورة الإسلامية في إيران علي خامنئي 7 شروط لأوروبا للوفاء بالتزاماتها. وقال إنه من بين هذه الشروط، يتعين على القوى الأوروبية أن تضع خطوات للحفاظ على العلاقات التجارية مع البنوك الإيرانية وشراء النفط الإيراني على الرغم من الضغوط الأمريكية. وقال أيضًا إنه لا داعي لإجراء مناقشات جديدة حول برنامج الصواريخ الباليستية الإيرانية والأنشطة الإقليمية.

## رد إيران
بعد مرور عام على انسحاب الولايات المتحدة من خطة العمل الشاملة المشتركة وفرض العديد من العقوبات أحادية الجانب على إيران، قررت إيران اعتماد تدابير باستخدام حقوقها في مثل هذه الظروف. في الخطوة الأولى، وفقًا للرئيس روحاني، أوقفت إيران مبيعات اليورانيوم المخصب الزائد والماء الثقيل إلى دول أخرى، حيث تم تصديرها بالفعل بسبب العقوبات الأمريكية. قال حسن روحاني إن إيران ستستأنف تخصيب اليورانيوم بما يتجاوز 3.67 في المائة، إذا لم تستطع الأطراف الأخرى الوفاء بواجباتها للسماح لإيران بالاستفادة من المزايا الاقتصادية لـخطة العمل الشاملة المشتركة. اتخذت إيران هذا القرار بعد أن تخلت جميع الشركات الأوروبية الكبرى عن التعامل مع إيران خوفًا من العقوبات الأمريكية، بينما أدت جهود الدول الأوروبية لحماية إيران من العقوبات إلى الفشل.

## ردود الأفعال الأمريكية والأممية

### دعم الانسحاب
- الولايات المتحدة: أيد الحزب الجمهوري قرار ترامب بالانسحاب.[20]
- الولايات المتحدة: قالت السفيرة الأمريكية لدى الأمم المتحدة نيكي هالي أن ترامب «قد اتخذ القرار الصحيح على الإطلاق.[21]»

### معارضة الانسحاب
- الأمم المتحدة: قال الأمين العام للأمم المتحدة أنطونيو غوتيريس إنه «قلق للغاية من إعلان الولايات المتحدة الانسحاب من خطة العمل المشتركة الشاملة (خطة العمل الشاملة المشتركة) وإعادة فرض العقوبات الأمريكية.[22]»
- الأمم المتحدة: أعرب الأمين العام السابق كوفي عنان عن أسفه العميق لقرار الرئيس ترامب بالانسحاب من خطة العمل المشتركة المشتركة (JCPOA).[23]
- الولايات المتحدة: انتقد الحزب الديمقراطي قرار ترامب بالانسحاب.[1]
- الولايات المتحدة: قال الرئيس السابق باراك أوباما «إن الصفقة كانت ناجحة وكان ذلك في مصلحة الولايات المتحدة.[21][24]»
- الولايات المتحدة: اضطر وزير الخارجية السابق ريكس تيلرسون لمغادرة إدارة ترامب بسبب دعمه لاتفاق إيران.[25]
- الولايات المتحدة: قال وزير الخارجية الأمريكي الأسبق جون كيري إنه كان يجب على الولايات المتحدة الحفاظ على الاتفاق.[21]
- الولايات المتحدة: قالت وزيرة الخارجية الأمريكية السابقة هيلاري كلينتون إن «الانسحاب من الاتفاق النووي الإيراني كان خطأ كبيرا.[26]»
- الولايات المتحدة: قالت مستشارة الأمن القومي السابقة سوزان رايس إنه «قرار أحمق.[27]»
- الولايات المتحدة: قال وزير الطاقة السابق، إرنست مونيز، إن قرار الرئيس ترامب بالانسحاب من الاتفاق النووي الإيراني كان «خطأ استراتيجيا كبيرا.[28]»
- الولايات المتحدة: قالت إليزابيث شيروود راندال، نائبة وزير الطاقة الأسبق، إن قرار ترامب بالانسحاب الأحادي الجانب من JPCoA كان «خطأ استراتيجيا طائشًا له عواقب وخيمة.[28]»
- الولايات المتحدة: قال السفير الأمريكي السابق في حلف الناتو نيكولاس بيرنز إن تنصل الرئيس ترامب من الاتفاق النووي الإيراني «متهور وأحد أخطر أخطاء رئاسته.[28]»
- الولايات المتحدة: قال مدير وكالة الاستخبارات المركزية الأمريكية السابق جون برينان إن دونالد ترامب «قوض الثقة العالمية في الالتزامات الأمريكية، وأبعد حلفاء الولايات المتحدة وعزز الصقور الإيرانيين.[29]»
- الولايات المتحدة: قال العالم السياسي في جامعة نيويورك، إيان بريمر، إن انسحاب ترامب من الصفقة الإيرانية كان «أكبر خطأ في السياسة الخارجية خلال فترة رئاسته.[30]»
- الولايات المتحدة: قال غاري سمور، أستاذ العلوم السياسية في جامعة هارفارد، إنه إذا كان «الرئيس ترامب يعتقد أنه يستطيع تحطيم الاتفاق النووي، وإعادة فرض العقوبات الاقتصادية الدولية، وإجبار إيران على التفاوض على صفقة أفضل، فهو مخطئ.[28]»
- الولايات المتحدة: قال عالم السياسة في جامعة هارفارد غراهام ت. أليسون إنه «خيار سيء لأمريكا وخيار سيء لحليفتنا إسرائيل.[28]»

## ردود الأفعال الدبلوماسية

### الدول التي دعمت الانسحاب من الاتفاق
- إسرائيل - رحب رئيس الوزراء الإسرائيلي بنيامين نتنياهو بقرار ترامب «الشجاع» للانسحاب من الاتفاق «الكارثي».[31]
- المملكة العربية السعودية - رحبت السعودية بقرار الرئيس ترامب. «استخدمت إيران المكاسب التي جنتها من رفع العقوبات للاستمرار في نشاطاتها الرامية إلى زعزعة استقرار المنطقة ولا سيما من خلال تطوير الصواريخ الباليستية ودعم المجموعات الإرهابية في المنطقة» وفقا لتصريح بثته قناة العربية التي تملكها السعودية.[32]
- الإمارات العربية المتحدة - أعلنت وزارة الشؤون الخارجية الإماراتية عن دعمها للقرار.[33]
- البحرين - أصدرت الحكومة البحرينية تصريحا يرحب بالقرار الأمريكي.[34]
- اليمن - أعلنت الحكومة اليمنية المدعومة من السعودية عن دعمها الكامل للقرار الذي اتخذته الولايات المتحدة بانسحابها من الاتفاق النووي مع إيران.[35]

### الدول التي اعترضت على الانسحاب من الاتفاق

#### الشرق الأوسط
- إيران - قال المرشد الأعلى لإيران علي خامنئي، وهو يصف كلمات ترامب بأنها «رخيصة وتافهة»، «البارحة سمعنا كلام سخيف ربما كان هناك أكثر من 10 كذبات في كلامه لقد هدّد النظام الإيراني وهدّد الشعب الإيراني وأقول له باسم الإيرانيين: خسئتَ يا ترامب». وتابع «الموضوع النووي هو ذريعة، فالولايات المتحدة مشكلتها مع طبيعة النظام لأننا قطعنا نفوذها عن بلدنا وعن ثروتنا وإذا ما تماشينا مع رغباتهم اليوم، فستحمل غدًا مزيدًا من الذرائع». وأضاف «يقول لي المسؤولون والسلطات إنّهم يريدون مواصلة خطة العمل المشتركة الأوروبية مع هؤلاء الأوروبيين الثلاثة - ألمانيا وفرنسا والمملكة المتحدة - وأقول لهم «أنا لا أثق بهذه الدول الثلاثة أيضًا. بدون أخذ الضمانات اللازمة من الدول الأوروبية الثلاث فإن الاستمرار بالاتفاق النووي أمر غير منطقي.».[36][37] كما قال الرئيس حسن روحاني في بيان بعد دقائق من انسحاب ترامب من الاتفاق النووي: «أنّ عزم إيران على مواصلة الاتفاق النووي، ولكن في نهاية المطاف فعل ما هو أفضل بالنسبة للبلاد. لقد وجّهتُ وكالة الطاقة الذرية للتحضير للخطوات التالية، إذا لزم الأمر، لبدء تخصيب صناعتنا الخاصة دون قيود». وأضاف «أعطيت التعليمات لوزارة الخارجية القيام بالمباحثات الضرورية مع الدول الأوروبية وروسيا والصين خلال الأسابيع القادمة. سننتظر عدة أسابيع قبل اتخاذ هذا القرار. سنتشاور مع الأصدقاء وحلفائنا والأعضاء الذين وقعوا على الاتفاقية. كل شيء يعتمد على مصالحنا الوطنية. إذا تم تحقيق مصالح شعبنا في النهاية، فإننا نواصل هذه العملية وسيبقى الاتفاق النووي خلافا لرغبة أمريكا ولكن إذا رأينا بأنه لن يتم تحقيق مصالحنا فإننا سنعلن قراراتنا.[38]»
- تركيا: أعرب الرئيس التركي رجب طيب أردوغان عن أسفه لقرار واشنطن الانسحاب، قائلًا «"أميركا ستكون الخاسر، لأنها لا تلتزم بالاتفاق الذي وقعته»، ومعربا عن عدم التزام واشنطن بالوفاء بالتزاماته منذ البداية، قال: «لا يمكنك إلغاء الاتفاقيات الدولية في أي وقت تريد.[39]»
- سوريا: سوريا «أدانت بشدة» قرار الرئيس الأمريكي دونالد ترامب بالانسحاب من الاتفاقية النووية الإيرانية.[40]

#### الموقّعين على الاتفاق النووي
- الاتحاد الأوروبي: وقال الدبلوماسية العليا في الاتحاد الأوروبي، فيديريكا موغيريني، إن الاتحاد الأوروبي «مصمم على الحفاظ على الاتفاق.[41]» يدرك رئيس مفوضية الاتحاد الأوروبي، جان كلود يونكر، أن الولايات المتحدة «لا تريد بعد الآن أن تتعاون مع الدول الأخرى.» وفقًا له، فقدت الولايات المتحدة الأمريكية القوة باعتبارها فاعلة دولية، وسوف تفقد النفوذ على المدى الطويل.[42]»
- فرنسا: قال وزير الاقتصاد الفرنسي برونو لو مير إنه «من غير المقبول» أن تكون الولايات المتحدة «الشرطي الاقتصادي للكوكب.[43]»
- ألمانيا: أعرب قادة فرنسا وألمانيا والمملكة المتحدة بشكل مشترك عن «أسفهم» لقرار ترامب.[44]
- بريطانيا: أعرب قادة فرنسا وألمانيا والمملكة المتحدة بشكل مشترك عن «أسفهم» لقرار ترامب.[44]
- روسيا: وقال دميتري بيسكوف المتحدث باسم الكرملين للصحفيين أنه ستكون هناك «عواقب ضارة لا محالة لاي اجراءات تهدف إلى خرق خطة العمل المشتركة الشاملة.[45] »
- الصين: في 2 مايو 2018، كررت وزارة الخارجية الصينية التأكيد على وجوب استمرار جميع الأطراف في الالتزام بنهاية الاتفاق، وأن الوكالة الدولية للطاقة الذرية قد ذكرت مرارًا أن إيران ممتثلة للاتفاقية.[46] وقالت هوا تشون يينغ، المتحدثة باسم وزارة الخارجية الصينية، إنه «يتعين على الجانبين مواصلة دعم الاتفاق.[1][47]»

#### دول أخرى
- أستراليا: قال رئيس الوزراء الأسترالي مالكولم تيرنبول إنه يأسف لقرار الرئيس دونالد ترامب بالانسحاب من الاتفاقية التاريخية.[48]
- النمسا: وقال رئيس وزراء النمسا سيباستيان كورتز إنه يجب الحفاظ على الاتفاقية النووية الإيرانية من قبل الاتحاد الأوروبي.[49]
- بلجيكا: وقال وزير الخارجية البلجيكي ديدييه ريندرز «القرار الذي اتخذته الولايات المتحدة كان داعيا للأسف.[50]
- سويسرا: وقالت السلطات السويسرية إن الانسحاب الأمريكي لا يغير موقفها واحترامها للاتفاق.[51]
- السويد: قالت الحكومة السويدية إنها «قلقة للغاية بشأن قرار الولايات المتحدة بالانسحاب من الاتفاقية النووية مع إيران».[52]
- إسبانيا: انتقد رئيس الوزراء الاسباني ماريانو راخوي قرار ترامب بمغادرة الاتفاق مع إيران.[53]
- النرويج: في إعلان غير رسمي عبر تويتر، أعلنت وزيرة الشؤون الخارجية النرويجية، إيني ماري اريكسن سواري، أنها «تأسف لقرار الولايات المتحدة بمغادرة برنامج العمل المشترك العالمي.[54]»
- نيوزيلندا: وقالت رئيسة الوزراء، جاسيندا أرديرن، إن انسحاب الولايات المتحدة من الاتفاقية النووية الإيرانية كان خطوة إلى الوراء.[55]
- هولندا: هوغو دي جونغ نائب رئيس وزراء هولندا إن الحكومة الهولندية تجد أن قرار الرئيس الأمريكي ترامب بالانسحاب من الصفقة الإيرانية أمر غير حكيم للغاية.[56]
- اليابان: وقالت وزارة الخارجية اليابانية إن اليابان تواصل دعمها للاتفاق وإنها «تأمل في استجابة بناءة مستمرة من الدول المعنية.[48]»
- إيطاليا: قال رئيس الوزراء الإيطالي باولو جنتيلوني إنه يجب الحفاظ على الاتفاقية النووية الإيرانية.[57]
- فنلندا: قالت وزارة الشؤون الخارجية الفنلندية إنها تأسف لانسحاب الولايات المتحدة من اتفاق إيران.[58]
- جمهورية أيرلندا: صرح سيمون كوفيني بأنّه «شعر بخيبة أمل كبيرة بسبب إعلان الولايات المتحدة أنها تنسحب من الاتفاقية النووية مع إيران.[59]»

### الدول المحايدة
- مصر: قالت مصر إن الدول العربية يجب أن تشارك في أي جهود مستقبلية لتعديل الاتفاق النووي الدولي على إيران في أعقاب قرار الرئيس الأمريكي دونالد ترامب بالانسحاب منه. ودعا بيان للوزارة إلى مشاركة العرب في أي حوار مستقبلي حول القضايا الإقليمية «خاصة ما يتعلق بإمكانية تعديل الصفقة النووية مع إيران.[60]»
- عمان: أكدت سلطنة عمان من جديد علاقاتها الودية والتعاونية مع الولايات المتحدة الأمريكية وجمهورية إيران الإسلامية، وذكرت أنها ستواصل متابعة هذا التطور وستبذل كل الجهود الممكنة والمتواصلة للحفاظ على الأمن والاستقرار في المنطقة. قالت وزارة الخارجية العمانية إنها تقدر موقف الشركاء الخمسة من الالتزام بهذا الاتفاق، مما يساهم في الأمن والاستقرار الإقليمي والدولي.[61]
- قطر: أكدت دولة قطر في بيان رسمي على أن الأولوية الرئيسية هي تحرير الشرق الأوسط من الأسلحة النووية ومنع دخول القوى الإقليمية في سباق التسلح النووي.[62]
- الهند: دعت الهند إلى الدبلوماسية لحل النزاع بشأن الاتفاق النووي الإيراني. وقالت وزارة الخارجية في بيان «يتعين على جميع الأطراف المشاركة بشكل بنّاء لمعالجة وحل القضايا التي ظهرت فيما يتعلق ببرنامج العمل المشترك.[63]»

## أعقاب
- بعد إعلان هذا القرار أعلنت وزارة الخزانة الأمريكية عن إلغاء شهادة شركتي بوينغ وإيرباص لبيع طائرات لإيران.[21]